# Église Saint-Lambert de Courcelles

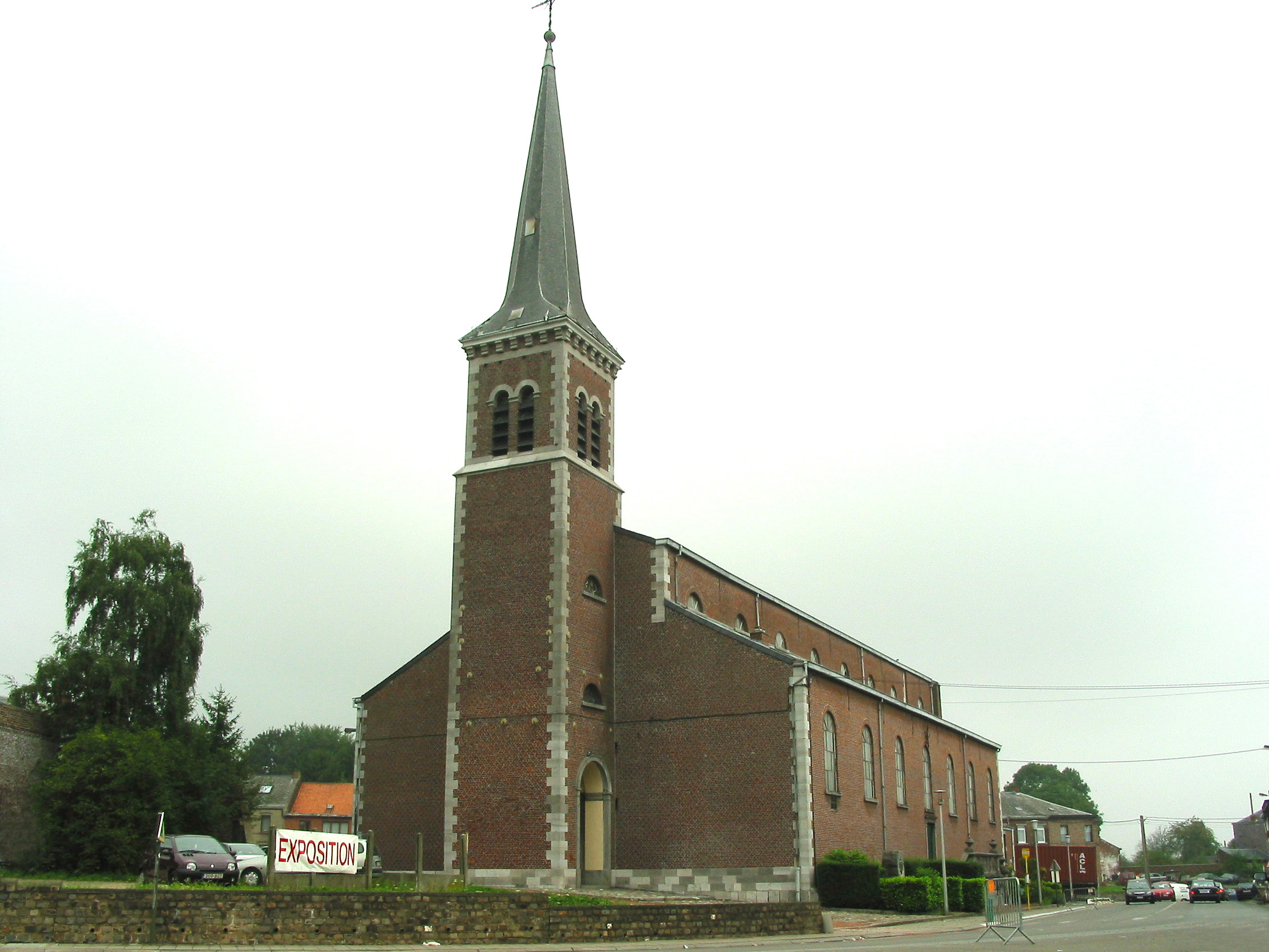
L'église Saint-Lambert, à Courcelles-Petit.

L’église Saint-Lambert est un édifice religieux catholique sis à Courcelles, en Belgique. Si l’église actuelle remonte à 1834, ses fondations, très anciennes, sont preuves qu’une première chapelle, sans doute en bois, y fut édifiée déjà aux alentours de 820, sans doute par les moines de l’abbaye de Lobbes et de Bonne-Espérance.

## Patrimoine
- un bas-relief de la tombe de Philippe de Namur, qui date du 11 juillet 1558, se trouve adossé au mur nord à l'intérieur de l'église[2]. Trois autres pierres tombales de l’ancien cimetière sont insérées dans le carrelage,
- des toiles, datant du XVIe siècle, seraient œuvres d’élèves de Rubens (de l'école de Rubens),
- le confessionnal date de 1660[3],
- les médaillons avec les effigies des quatre Évangélistes sont des sculptures sur bois datant du XVIIIe siècle[4],
- la chaire de vérité date également du XVIIIe siècle[3].